# Urbanický rybník
Urbanický rybník  o rozloze vodní plochy 3,16 ha se nalézá v lese asi 0,4 km severovýchodně od centra obce Urbanice v okrese Pardubice. Rybník je využíván pro chov ryb a zároveň představuje lokální biocentrum pro rozmnožování obojživelníků. Rybník je součástí rybniční soustavy skládající se dále z rybníků Nečas, Třešňovec a Rohlíček.

## Galerie

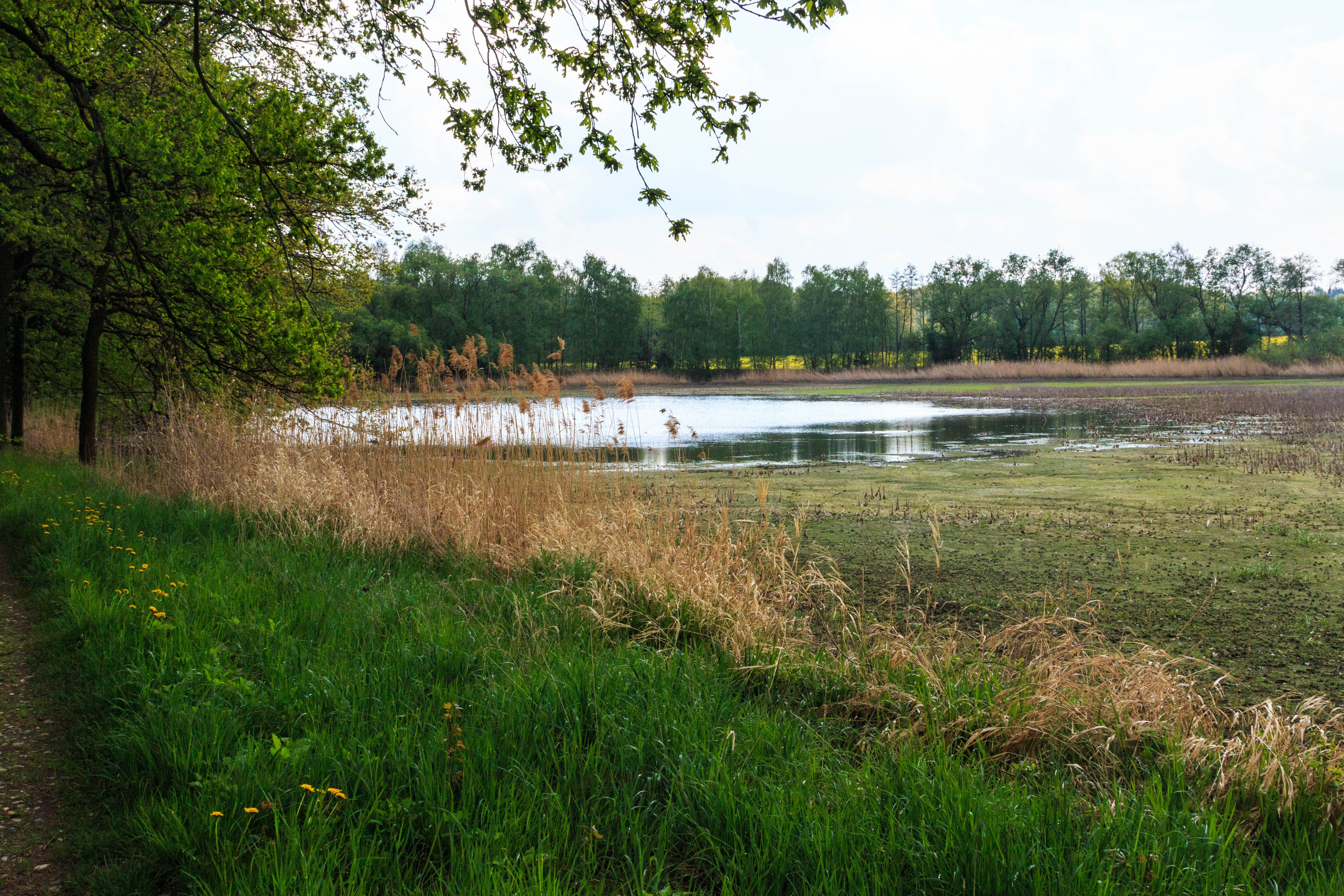
Pohled na Urbanický rybník
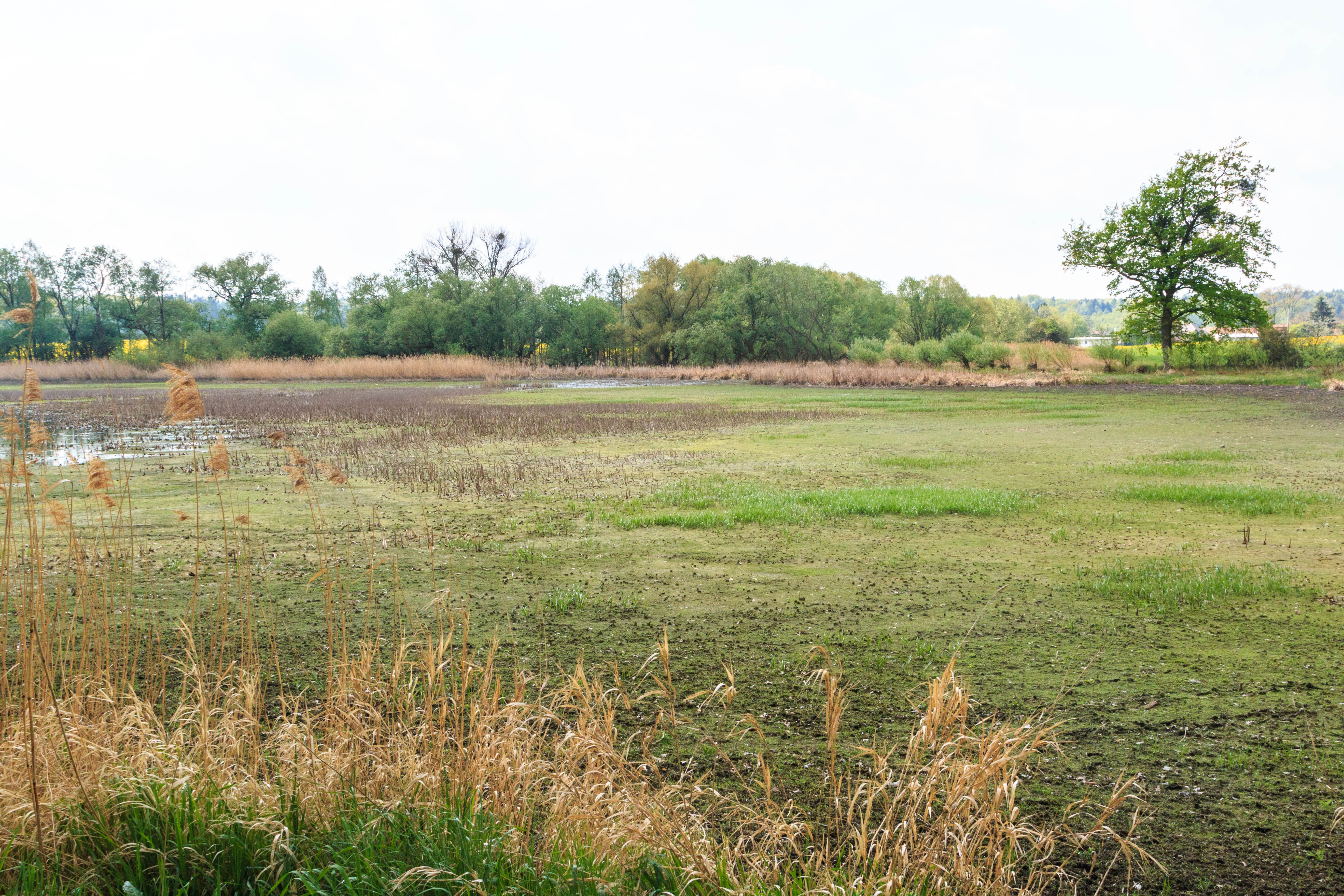
Pohled na Urbanický rybník
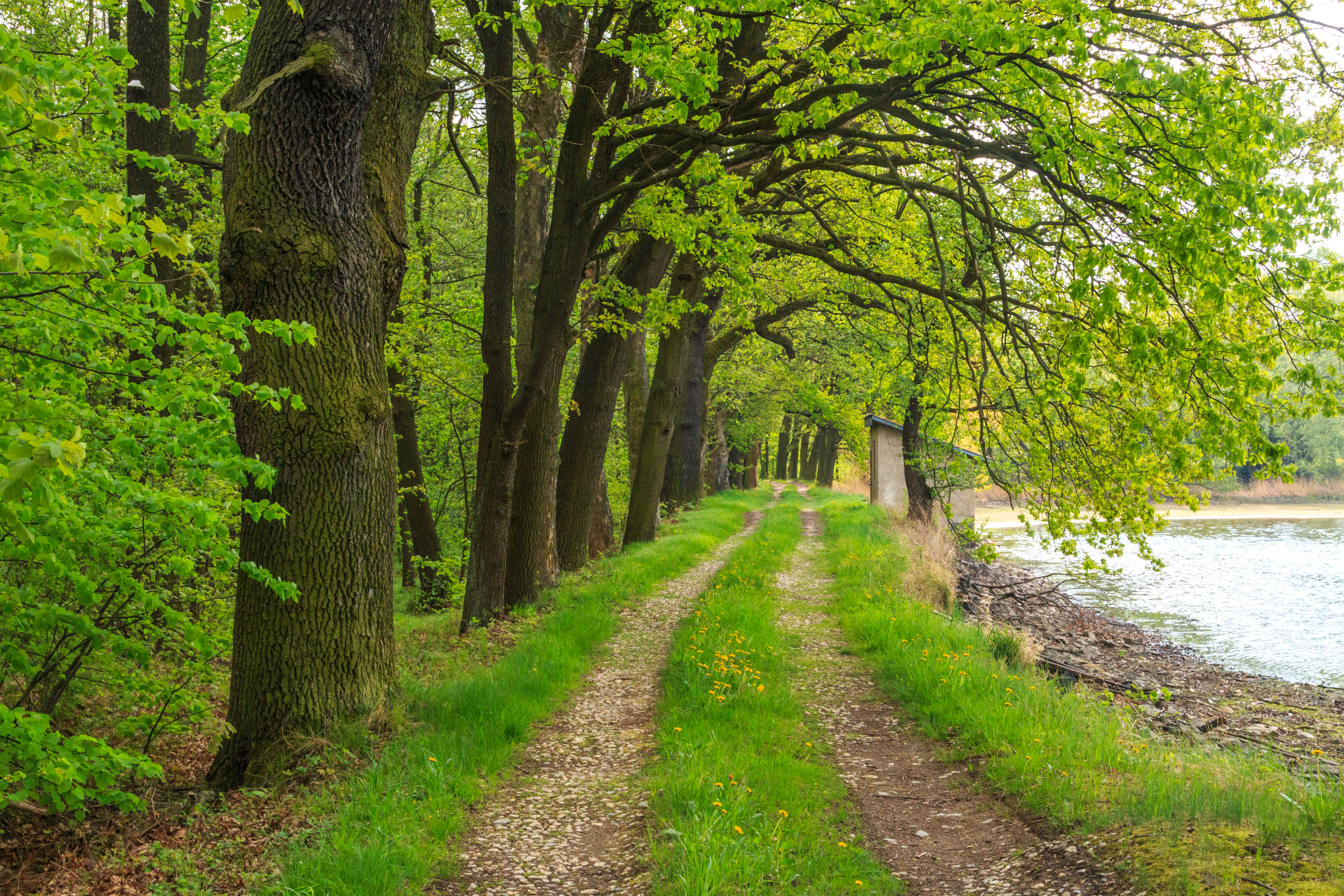
Pohled na Urbanický rybník
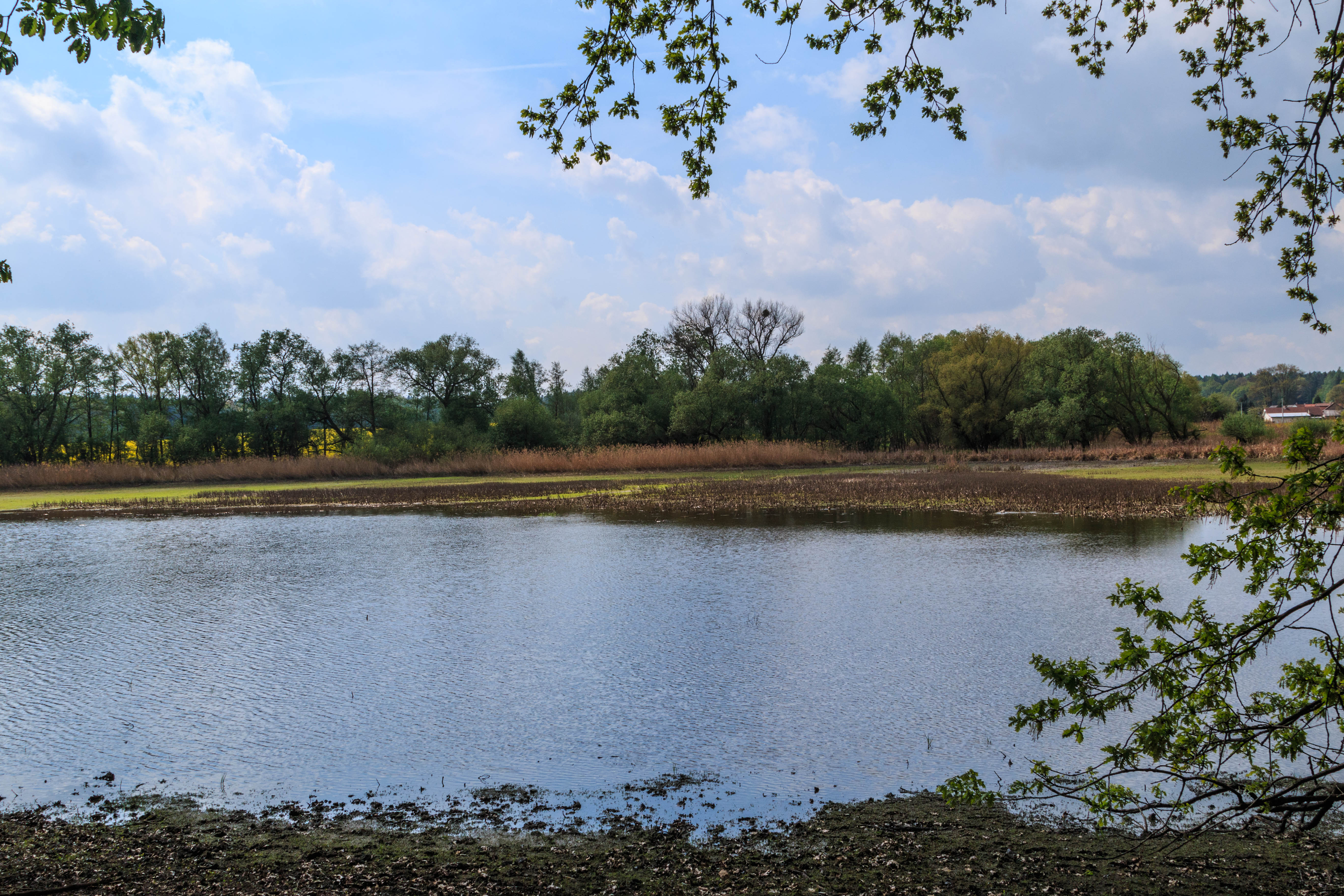
Pohled na Urbanický rybník